# Burgstall bei Ernstfeld
Der Burgstall bei Ernstfeld bezeichnet eine abgegangene mittelalterliche Höhenburg etwa 1450 m südwestlich von Ernstfeld, einem Gemeindeteil der oberpfälzischen Gemeinde Schlammersdorf im Landkreis Neustadt an der Waldnaab. Die Anlage wird als Bodendenkmal unter der Aktennummer D-3-6236-0001 als „Turmstelle des Mittelalters oder der Neuzeit“ geführt.

## Beschreibung
Der Burgstall liegt im Quellgebiet des Scherbachs, eines rechten Zuflusses der Creußen und etwa 30 m höher als Ernstfeld. Das Fundament eines Turmes ist erhalten, möglicherweise befand sich hier eine Turmburg. Das Areal des Burgstalls ist heute bewaldet.